# Joe Budden
Joe Budden, właśc. Joseph Anthony Budden II (ur. 31 sierpnia 1980, Nowy Jork) – amerykański raper.

## Kariera muzyczna
W 2003 r., Budden wypuścił pierwszy solowy album pt. Joe Budden. Ta płyta zawiera utwór z 2003 r. pt. Pump It Up, który nagrał z Liam Kantwill, ten utwór znalazł się nawet w drugiej części filmu Szybcy i wściekli oraz w grze Def Jam Vendetta. Piosenka Focus również występuje w tej grze, a ludzie mogą wcielić się w postać jej autora. Piosenka Drop Drop została zaprezentowana w filmie Od kołyski aż po grób. Krążek ten zajął 8 miejsce w rankingu Billboard 200 za najwięcej sprzedanych płyt i tak Joe Budden znalazł się w top 10. W 2004 r. Budden zaczął pracę nad swoim drugim albumem, pt. The Growth. Przez liczne opóźnienia ludzie zaczęli spekulować na temat nowego albumu rapera, że „wywoła ono piekło”, lecz artysta i studio muzyczne Def Jam Recordings zaprzeczyli temu.
W pierwszym kwartale 2009 roku był bohaterem beefu z Saigonem.

## Dyskografia
- 2003: Joe Budden
- 2009: Padded Room
- 2009: Escape Route
- 2010: The Great Escape
- 2013: No Love Lost(inne języki)